# ジョン・イングランド (技術者)
ジョン・イングランド（John England、1822年 - 1877年9月14日）はイギリス人技術者で、明治時代の日本の鉄道敷設に尽力した。

## 経歴・人物
来日前には、南オーストラリア州で鉄道建設に従事していた。
明治3年（1870年）、日本政府に召喚されエドモンド・モレル、チャールズ・シェパード、ジョン・ダイアックらと共に来日した。工部省鉄道寮の副技術主任を務め、明治9年（1876年）には技術主任（建築長）に昇格した。
現在の東海道本線の区間である新橋 - 横浜間をモレルらと共に鉄道敷設の工事を指導した。その後、大阪 - 神戸間の鉄道敷設の工事も指導した。
明治10年（1877年）東京で死去し、横浜外国人墓地に葬られた。